# Buddy Wentworth
James Wilfred „Buddy“ Wentworth (* 17. Januar 1937 in Kimberley, Südafrika; † 4. Juni 2014 in Windhoek) war ein namibischer Politiker der SWAPO. Er war von 1989 bis 1990 Mitglied der Verfassunggebenden Versammlung Namibias. Anschließend war er bis 2005 Abgeordneter in der Nationalversammlung.
Wentworth war bis zu seiner Pensionierung 2005 einer der am längsten amtierenden Vizeminister in der Geschichte des Landes. Er hatte diese Position in den verschiedenen Bildungsministerien inne (Kultur und Grundbildung sowie höhere Bildung).
Wentworth zog 1970 aus Südafrika als Lehrer nach Rehoboth und war anschließend Schuldirektor in Swakopmund. 1972 schloss er sich der SWAPO an. Er war zudem Gründungsvorstand des Franco-Namibian Cultural Centre in Windhoek und leitete die Kommission der UNESCO im Land. Wentworth hatte mehrere tertiäre Bildungsabschlüsse als Lehrer.
Wentworth war praktizierender Muslim und hatte mit seiner ersten Ehefrau zehn Kinder. Er war Träger des Ordre des Palmes Académiques.